# Nemzetközi Vasútegylet
A Nemzetközi Vasútegylet (UIC, franciául: Union internationale des chemins de fer) vasúti vállalatokat tömörítő, nemzetközi közlekedési szervezet. Székhelye Párizsban található.

## Története
Egy nemzetközi, a különböző országok vasúttársaságait összetömörítő szakmai szervezet létrehozásának ötlete először 1921. november 23-án az olaszországi Furnariban megtartott nemzetközi konferencián merült fel, majd ezt követően a 1922. május 3-i genfi konferencián is szóba került. Az államok képviselői támogatták egy vasúti szervezet létrehozását, melynek feladata a vasútépítési és üzemeltetési feladatok szabványosításának kidolgozása. A Nemzetközi Vasútegylet alapítókonferenciáját 1922. október 17-én tartották Párizsban. A szervezet alapítói európai vasúttársaságok – köztük a MÁV is – voltak.
A jegybevételek megosztására létrehozták az úgynevezett „UIC frank” virtuális devizát, a vasúti járművek és kocsik tulajdonosuk és tulajdonságaik meghatározására kidolgozták a tengelyelrendezés jelölésének rendszerét, az UIC országkódokat és az UIC pályaszámokat. Ugyancsak a Nemzetközi Vasútegylethez kapcsolódik az 1990-es években megindult GSM-R vezeték nélküli vasúti kommunikációs rendszer, ami az Egységes Európai Vasúti Közlekedésirányítási Rendszer (ERTMS) egyik eleme.
2019-ben Budapesten tartották meg az UIC 28. európai regionális és 94. világi közgyűléseit.

## Küldetés
Az UIC küldetése a vasúti közlekedés népszerűsítése világszinten, és megfelelni a mobilitás és a fenntartható fejlődés kihívásainak.

## Célkitűzések
AZ UIC fő célkitűzései:
- Régiók közötti koordináció megteremtése.
- Országok utas- és áruszállító rendszerének összehangolása.
- Pénzügyi, emberi erőforrás, jogi kommunikációs és intézményi támogatás.

## Tagok
A Nemzetközi Vasútegyletnek az 1922-es alapításakor 51 taggal rendelkezett 29 országból, Európán kívül Japánból és Kínából is. Később a Szovjetunióból, Közel-Keletről és Észak-Afrikából is csatlakoztak vasúttársaságok a szervezethez. Mára már 204 tagja van a világ öt kontinensén.
- 72 aktív tag (köztük Afganisztán, Kína, Európa, India, Japán, Kazahsztán, Dél-Korea, Közel-Keletről, Észak-Afrika, Pakisztán, Oroszország, Dél-Afrika és Tajvan vasúttársaságai, valamint nemzetközi vállalatok, mint a Veolia Transport)[6]
- 61 társult tag (köztük Afrika, Amerika, Ázsiából és Ausztrália társaságai)[6]
- 71 kapcsolódó tag (kapcsolódó vagy kiegészítő szolgáltatók)[6]

## Fordítás
- Ez a szócikk részben vagy egészben  az   International Union of Railways című angol Wikipédia-szócikk fordításán alapul.  Az eredeti cikk szerkesztőit annak laptörténete sorolja fel. Ez a jelzés csupán a megfogalmazás eredetét és a szerzői jogokat jelzi, nem szolgál a cikkben szereplő információk forrásmegjelöléseként.